# Mark Kirkland
Pour les articles homonymes, voir Kirkland.
Mark Kirkland est un réalisateur et animateur américain principalement connu pour son travail pour Les Simpson. Avec 79 épisodes à son actif, il est réalisateur des Simpson le plus prolifique.

## Biographie
Son père est Douglas Kirkland, qui a photographié Marilyn Monroe, John Lennon, et bien d’autres célébrités.
À l’âge de 17 ans, il devient étudiant au programme d’animation expérimentale à l'Institut des arts de Californie.
En 1976, il gagne le Student Academy Award pour son animation avec Richard Jeffries.

## Filmographie

### Réalisateur

#### PourLes Simpson
| Année | Titre                                      | Titre original                               | Saison | Épisode | Scénariste                                         |
| ----- | ------------------------------------------ | -------------------------------------------- | ------ | ------- | -------------------------------------------------- |
| 1990  | Le Dieu du stade                           | Dancin' Homer                                | 2      | 5       | Ken Levine, David Isaacs                           |
| 1991  | Toute la vérité, rien que la vérité        | Bart Gets Hit by a Car                       | 2      | 10      | John Swartzwelder                                  |
| 1991  | Jamais deux sans toi                       | Principal Charming                           | 2      | 14      | David M. Stern                                     |
| 1991  | La Guerre des Simpson                      | The War of the Simpsons                      | 2      | 20      | John Swartzwelder                                  |
| 1991  | Une belle simpsonnerie                     | Homer Defined                                | 3      | 5       | Howard Gewirtz                                     |
| 1991  | Burns Verkaufen der Kraftwerk              | Burns Verkaufen der Kraftwerk                | 3      | 11      | Jon Vitti                                          |
| 1992  | Homer au foyer                             | Homer Alone                                  | 3      | 15      | David M. Stern                                     |
| 1992  | Imprésario de mon cœur                     | Colonel Homer                                | 3      | 20      | Matt Groening                                      |
| 1992  | Les Jolies Colonies de vacances            | Kamp Krusty                                  | 4      | 1       | David M. Stern                                     |
| 1992  | Lisa, la reine de beauté                   | Lisa the Beauty Queen                        | 4      | 4       | Jeff Martin                                        |
| 1992  | Le Premier Mot de Lisa                     | Lisa's First Word                            | 4      | 10      | Jeff Martin                                        |
| 1993  | Grève à la centrale                        | Last Exit to Springfield                     | 4      | 17      | Jay Kogen et Wallace Wolodarsky                    |
| 1993  | Le Quatuor d'Homer                         | Homer's Barbershop Quartet                   | 5      | 1       | Jeff Martin                                        |
| 1993  | Marge en cavale                            | Marge on the Lam                             | 5      | 6       | Bill Canterbury                                    |
| 1994  | Le Blues d'Apu                             | Homer and Apu                                | 5      | 13      | Greg Daniels                                       |
| 1994  | L'Héritier de Burns                        | Burns' Heir                                  | 5      | 18      | Jace Richdale                                      |
| 1994  | La Rivale de Lisa                          | Lisa's Rival                                 | 6      | 2       | Mike Scully                                        |
| 1994  | Le maire est amer                          | Sideshow Bob Roberts                         | 6      | 5       | Bill Oakley et Josh Weinstein                      |
| 1994  | La Peur de l'avion                         | Fear of Flying                               | 6      | 11      | David Sacks                                        |
| 1995  | Mes sorcières détestées                    | Homer vs. Patty and Selma                    | 6      | 17      | Brent Forrester                                    |
| 1995  | La Springfield connection                  | The Springfield Connection                   | 6      | 23      | John Collier                                       |
| 1995  | Lisa la végétarienne                       | Lisa the Vegetarian                          | 7      | 5       | David X. Cohen                                     |
| 1996  | Une partie Homérique                       | Team Homer                                   | 7      | 12      | Mike Scully                                        |
| 1996  | Un poisson nommé Selma                     | A Fish Called Selma                          | 7      | 19      | Jack Barth                                         |
| 1996  | La Bande à Lisa                            | Summer of 4 Ft. 2                            | 7      | 25      | Dan Greaney                                        |
| 1996  | Le Roi du ring                             | The Homer They Fall                          | 8      | 3       | Jonathan Collier                                   |
| 1997  | La Montagne en folie                       | Mountain of Madness                          | 8      | 12      | John Swartzwelder                                  |
| 1997  | Le Vieil Homme et Lisa                     | The Old Man and the Lisa                     | 8      | 21      | John Swartzwelder                                  |
| 1997  | Simpson Horror Show VIII                   | Treehouse of Horror VIII                     | 9      | 4       | Mike Scully, David X. Cohen et Ned Goldreyer       |
| 1998  | Simpsonnerie chantante                     | All Singing, All Dancing                     | 9      | 11      | Steve O'Donnell                                    |
| 1998  | Un drôle de manège                         | Bart Carny                                   | 9      | 12      | John Swartzwelder                                  |
| 1998  | Le Journal de Lisa Simpson                 | Girly Edition                                | 9      | 21      | Larry Doyle                                        |
| 1998  | La Dernière Invention d'Homer              | The Wizard of Evergreen Terrace              | 10     | 2       | John Swartzwelder                                  |
| 1998  | Hippie Hip Hourra !                        | D'oh-in in the Wind                          | 10     | 6       | Donick Cary                                        |
| 1999  | La Femme au volant                         | Marge Simpson in: "Screaming Yellow Honkers" | 10     | 15      | David M. Stern                                     |
| 1999  | Les vieux sont tombés sur la tête          | The Old Man and the 'C' Student              | 10     | 20      | Julie Thacker                                      |
| 1999  | La Pilule qui rend sage                    | Brother's Little Helper                      | 11     | 2       | George Meyer                                       |
| 2000  | Big Mama Lisa                              | Little Big Mom                               | 11     | 10      | Carolyn Omine                                      |
| 2000  | Bière qui coule amasse mousse              | Pygmoelian                                   | 11     | 16      | Larry Doyle                                        |
| 2000  | Derrière les rires                         | Behind the Laughter                          | 11     | 22      | Tim Long, George Meyer, Mike Scully et Matt Selman |
| 2000  | Le Site inter (pas) net d'Homer            | The Computer Wore Menace Shoes               | 12     | 6       | John Swartzwelder                                  |
| 2001  | Le Safari des Simpson                      | Simpson Safari                               | 12     | 17      | John Swartzwelder                                  |
| 2001  | Les parents trinquent                      | The Parent Rap                               | 13     | 2       | George Meyer et Mike Scully                        |
| 2002  | La Chasse au sucre                         | Sweets and Sour Marge                        | 13     | 8       | Carolyn Omine                                      |
| 2002  | Tout sur Homer                             | Gump Roast                                   | 13     | 17      | Deb Lacusta et Dan Castellaneta                    |
| 2002  | Reality chaud                              | Helter Shelter                               | 14     | 5       | Brian Pollack et Mert Rich                         |
| 2003  | Pour l'amour de Lisa                       | The Dad Who Knew Too Little                  | 14     | 8       | Matt Selman                                        |
| 2003  | Le Gay Pied                                | Three Gays of the Condo                      | 14     | 17      | Matt Warburton                                     |
| 2003  | Homer rentre dans la reine                 | The Regina Monologues                        | 15     | 4       | John Swartzwelder                                  |
| 2004  | Tout un roman !                            | Diatribe of a Mad Housewife                  | 15     | 10      | Robin J. Stein                                     |
| 2004  | Klingon, j'arrive                          | My Big Fat Geek Wedding                      | 15     | 17      | Kevin Curran                                       |
| 2004  | Tous les goûts sont permis                 | All's Fair in Oven War                       | 16     | 2       | Matt Selman                                        |
| 2005  | Maman de bar                               | Mommie Beerest                               | 16     | 7       | Michael Price                                      |
| 2005  | Une grosse tuile pour un toit              | Don't Fear the Roofer                        | 16     | 16      | Kevin Curran                                       |
| 2005  | Ma femme s'appelle reviens                 | The Bonfire of the Manatees                  | 17     | 1       | Dan Greaney                                        |
| 2005  | Vendetta                                   | The Italian Bob                              | 17     | 8       | John Frink                                         |
| 2006  | Notre Homer qui êtes un dieu               | Kiss Kiss, Bang Bangalore                    | 17     | 17      | Deb Lacusta et Dan Castellaneta                    |
| 2006  | Moe nia Lisa                               | Moe'N'a Lisa                                 | 18     | 6       | Matt Warburton                                     |
| 2007  | Privé de jet privé                         | He Loves to Fly                              | 19     | 1       | Joel H. Cohen                                      |
| 2008  | Les Années 90                              | That '90s Show                               | 19     | 11      | Matt Selman                                        |
| 2008  | Burns est piqué                            | The Burns and the Bees                       | 20     | 8       | Stephanie Gillis                                   |
| 2009  | Le malheur est dans le prêt                | No Loan Again, Naturally                     | 20     | 12      | Jeff Westbrook                                     |
| 2009  | La Réponse de Bart                         | Bart Gets a 'Z'                              | 21     | 2       | Matt Selman                                        |
| 2010  | Élémentaire, mon cher Simpson              | Postcards from the Wedge                     | 21     | 14      | Brian Kelley                                       |
| 2010  | Éolienne et cétacé                         | The Squirt and the Whale                     | 21     | 19      | Matt Warburton                                     |
| 2010  | Cours élémentaire musical                  | Elementary School Musical                    | 22     | 1       | Tim Long                                           |
| 2011  | Homer le père                              | Homer the Father                             | 22     | 12      | Joel H. Cohen                                      |
| 2011  | Homer aux mains d'argent                   | Homer Scissorhands                           | 22     | 20      | Peter Gaffney et Steve Viksten                     |
| 2011  | Remplaçable                                | Replaceable You                              | 23     | 4       | Stephanie Gillis                                   |
| 2012  | Politiquement inepte                       | Politically Inept, with Homer Simpson        | 23     | 10      | John Frink                                         |
| 2012  | Un enfant ça trompe énormément             | Beware My Cheating Bart                      | 23     | 18      | Ben Joseph                                         |
| 2012  | Dan le bouclier                            | Penny-Wiseguys                               | 24     | 5       | Michael Price                                      |
| 2013  | Homer entre en prépa                       | Homer Goes to Prep School                    | 24     | 9       | Brian Kelley                                       |
| 2013  | Super Zéro                                 | Dark Knight Court                            | 24     | 16      | Billy Kimball et Ian Maxtone-Graham                |
| 2013  | Quatre regrets et un enterrement           | Four Regrettings and a Funeral               | 25     | 3       | Marc Wilmore                                       |
| 2013  | Belle Lisa ou Isabelle                     | The Kid is All Right]'                       | 25     | 6       | Tim Long                                           |
| 2014  | Joue pas les arbitres                      | You Don't Have to Live Like a Referee        | 25     | 16      | Michael Price                                      |
| 2014  | Super franchise-moi                        | Super Franchise Me                           | 26     | 3       | Bill Odenkirk                                      |
| 2014  | Pas chez soi pour Noël                     | I Won't Be Home for Christmas                | 26     | 9       | Al Jean                                            |
| 2015  | Maman Bulldozer                            | Peeping Mom                                  | 26     | 18      | John Frink                                         |
| 2016  | L'amour est dans le N2-O2-Ar-CO2-Ne-He-CH4 | Love Is in the N2-O2-Ar-CO2-Ne-He-CH4        | 27     | 13      | John Frink                                         |
| 2017  | Fastcarraldo                               | Fatzcarraldo                                 | 28     | 14      | Michael Price                                      |
| 2018  | Une bonne lecture ne reste pas impunie     | No Good Read Goes Unpunished                 | 29     | 15      | Jeff Westbrook                                     |
| 2019  | 101 Réductions                             | 101 Mitigations                              | 30     | 15      | Rob LaZebnik, Dan Vebber et Brian Kelley           |
| 2020  | Gloire aux dents                           | Hail to the Teeth                            | 31     | 11      | Elisabeth Kiernan Averick                          |

#### Autres
- 1990 : Flower Planet
- 2010 : A Letter from Home
- 2014 : The Moving Picture Co. 1914

### Animateur
- 1978 : Jane de la jungle
- 1978 : Challenge of the SuperFriends (16 épisodes)
- 1978-1979 : Godzilla (20 épisodes)
- 1979 : The New Fred and Barney Show
- 1979 : The New Shmoo
- 1979 : Scooby-Doo à Hollywood
- 1980-1981 : The Fonz and the Happy Days Gang (13 épisodes)
- 1981 : Space Stars
- 1986 : Les Pierrafeu en culottes courtes
- 1994-2002 : Les Simpson (4 épisodes)
- 2014 : The Simpsons Take the Bowl